# Сан Марко (Равена)
Сан Марко је насеље у Италији у округу Равена, региону Емилија-Ромања.
Према процени из 2011. у насељу је живело 232 становника. Насеље се налази на надморској висини од 2 м.